# Oswaldo Piazza
Pour les articles homonymes, voir Piazza.
 (juin 2025).
Si vous disposez d'ouvrages ou d'articles de référence ou si vous connaissez des sites web de qualité traitant du thème abordé ici, merci de compléter l'article en donnant les références utiles à sa vérifiabilité et en les liant à la section « Notes et références ».
 (juin 2025).
Osvaldo José Piazza, né le 6 avril 1947 à Buenos Aires (Argentine), est un joueur de football, défenseur de l'AS Saint-Étienne (France) entre 1972 et 1979. Il a été un des acteurs majeurs de ce que nous appelons aujourd'hui l'« Épopée des Verts », notamment en 1976 lorsque le club atteint la finale de la Coupe d'Europe des clubs champions. Il occupait le poste d'arrière central, et se fit remarquer pour ses contre-attaques. Après avoir mis un terme à sa carrière, il devint entraîneur de football puis directeur sportif.

## Carrière

### AS Saint-Étienne

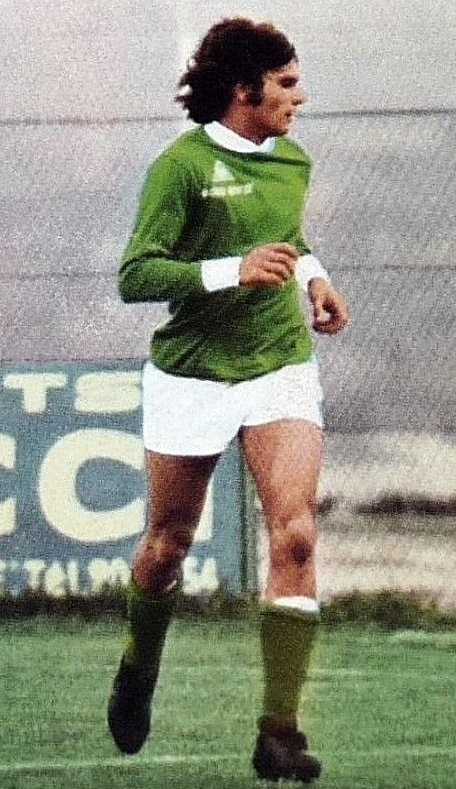
Osvaldo Piazza en 1972.

Arrivé à l'orée de la saison 1972-1973 à l'AS Saint-Étienne, le grand Osvaldo Piazza (1,83 m) sera pour beaucoup dans la domination de Saint-Étienne sur le championnat français et les coupes (nationales et internationales).
Ayant commencé comme remplaçant, Robert Herbin (l'entraîneur de l'époque) le fera rapidement entrer en défense. Ce fut une révélation. Son duo avec Christian Lopez eut non seulement pour effet de former une défense imperméable mais l'Argentin se montra très vite porté vers l'avant et ses montées offensives se montrèrent souvent payantes.
Ses traits de caractères sont : la disponibilité (Dominique Rocheteau le surnommera la « Locomotive » de l'équipe) et un charisme notoire (ce qui contribua grandement à sa popularité). 
Peu de footballeurs peuvent se vanter d'avoir une chanson en leur hommage, preuve de sa popularité grandissante, Bernard Sauvat lui dédia une chanson : « Mon Copain l'Argentin ».
Mais c'est lors de sa seconde saison chez les verts que l'Argentin pose enfin sa griffe sur ce football français. En effet, les verts s'adjugent cette année-là le doublé coupe-championnat marquant notamment à la 70e minute le premier but stéphanois contre le RC Lens mettant ainsi son équipe sur la voie. Il récoltera ensuite une succession de titres avec un nouveau doublé en 1975, le championnat en 1976 et la Coupe de France en 1977.
Cependant, Oswaldo a plus apporté à Saint-Étienne que la simple reconnaissance nationale, les campagnes européennes qu'il mena avec ses coéquipiers furent toutes aussi brillantes avec, au zénith, la fameuse finale de Coupe des clubs champions européens du 12 mai 1976, perdue 1-0 contre le grand Bayern Munich du non moins grand Franz Beckenbauer. C'est durant cette épopée que le joueur reçoit d'ailleurs la plupart de ces distinctions. Ainsi, France Football l'élut en 1975 « Meilleur joueur étranger de l'année » alors que Onze Mondial, lui, le reconnaît meilleur joueur en 1976 et 1977.
Il a marqué son premier but en Ligue 1 le 26 août 1972, lors du match AS Saint-Étienne - Paris FC (3-0). Il marquera ensuite son seul et unique but en Coupe de France lors de la finale AS Saint-Étienne - RC Lens (2-0), le 14 juin 1975 au Parc des Princes. Quant à son premier but en Coupe d'Europe des clubs champions, il le fêtera lors du match AS Saint-Étienne - CSKA Sofia (1-0), le 29 septembre 1976 lors des seizièmes de final retour. Lors des huitièmes de finale, il marquera son second but en Coupe d'Europe des clubs champions lors du match AS Saint-Étienne - PSV Eindhoven (1-0), le 20 octobre 1976. Enfin, il marquera son 17e et dernier but en Ligue 1, à l'occasion de Bordeaux - AS Saint-Étienne (2-2), le 3 août 1977.
Il sera le premier Argentin à jouer sous les couleurs du club stéphanois. Après lui, six joueurs suivront ses pas : Raúl Nogués, Daniel Bilos, Ignacio Piatti, Gonzalo Bergessio, Augusto Fernández et Alejandro Alonso.

### CA Vélez Sarsfield
Osvaldo Piazza, après être resté sept ans à l'ASSE (1972-1979), retournera dans son pays natal dans lequel il jouera trois saisons au CA Vélez Sarsfield. Il réalise une bonne première saison ce qui lui vaut de participer à la Copa Libertadores en 1980.

### La sélection argentine
Sélectionné 15 fois en équipe nationale d'Argentine, César Luis Menotti fera appel à lui pour la Coupe du monde 1978 en Argentine justement. Malheureusement, la junte militaire du général Videla a pris le pouvoir en Argentine et Osvaldo montre son désaccord. D'autres énormes talents argentins se sont rangés derrière lui, tels Carlos Bianchi, Rubén Ayala, Enrique Wolff, Carlos Babington ou encore Ricardo Bochini.
Dans le journal La Tribune le Progrès (Loire) du 21 juin 2009, il explique qu'un mois avant la coupe du monde 1978, sa femme connaît un grave accident de voiture à Salon-de-Provence. Il doit quitter la sélection coûte que coûte pour se rendre à son chevet. Menotti, qui comptait en faire un titulaire, lui laisse 15 jours de réflexion pour savoir s'il souhaite ou non participer à ce qui devait être sa coupe du monde.
Ne se considérant pas en condition moralement, il décide de rester en France. L'Argentine gagnera sans lui.

### Reconversion
À 35 ans, l'Argentin revient en France, plus précisément à AS Corbeil-Essonnes dans la banlieue de Paris pour une dernière saison de football mais en tant qu'entraîneur-joueur cette fois-ci. Venu au départ pour jouer stoppeur, il se blesse grièvement en descendant du bus après un match : son pied se prend dans un trou de la chaussée, lui arrachant les ligaments du genou. Classé bon dernier en championnat, Corbeil voit son entraîneur Michel Bourlard éjecté à la suite d'une déroute mémorable (7 à 0 à domicile contre l'AS Angoulême). 
Piazza débute sur le banc par une brillante victoire 4 à 1 à l'extérieur contre La Berrichonne de Châteauroux entraînée par son avant-centre, un certain Hervé Revelli. Mais Corbeil finit bon dernier du championnat. Le club ne s'en remettra jamais. Une fois cette première expérience d'entraîneur effectuée, il retourne en Amérique du Sud où son parcours d'entraîneur sera plutôt moyen voire parfois décevant même s'il peut être gratifié de plusieurs titres, tous acquis plus de dix ans après sa reconversion.
Après avoir rejoint l'Almirante Brown de San Justo, en Argentine, en 1990-1991, il migre peu après vers le Championnat du Paraguay et plus précisément vers le Club Olimpia. C'est avec cette migration que vient son premier titre, en 1993, avec l'acquisition du championnat 1992-1993 du Paraguay. Cependant, le club échoue de peu en Copa Libertadores. 
Osvaldo Piazza décide donc après quelques saisons de partir vers le CA Velez Sarsfield, club de son Argentine natale, avec lequel il gagne, durant la saison 1995-1996 le tournoi d'ouverture et de clôture du championnat ainsi que la Supercopa Sudamericana. Le tout en collaboration étroite avec son ami Carlos Bianchi. 
En 1998, il part à Lima et rejoint l'Universitario de Deportes avec laquelle il restera jusqu'en 2000 avant de rejoindre Le CA Independiente de Buenos Aires puis de retourner à l'Universitario de Deportes en 2002.
Il a notamment lancé dans le grand bain du monde professionnel, l'Uruguayen Diego Forlán à l'Independiente (2000) et le Péruvien Juan Manuel Vargas à l'Universitario de Deportes (2002), et eu sous ses ordres des joueurs de renom tels Mariano Pernía, Gabriel Milito, Federico Insua, Esteban Cambiasso, Alejandro Alonso, Lucho González, Mariano Andújar, ou encore Daniel Montenegro.

### Retour aux couleurs
Après avoir été proche de devenir le nouvel entraîneur des verts en 2000, il retrouve enfin son club en 2004. En effet, en 2004, alors que l'ASSE remonte tout juste en Ligue 1 et change tour à tour d'entraîneur (Frédéric Antonetti remplacé par Élie Baup), de président (Bernard Caïazzo succède à Thomas Schmider), la nouvelle équipe dirigeante décide de faire appel à ce footballeur de l'époque mythique du club pour devenir son ambassadeur et, occasionnellement, son recruteur en Argentine. 
En janvier 2006, il organise un stage pour 5 jeunes Argentins du Club Atlético Talleres, dont Javier Pastore, 16 ans à l'époque, fait partie. Les dirigeants stéphanois ne jugeront pas bon de le garder et le regretteront quelques mois plus tard, à la suite de l'explosion du milieu.
Actuellement, Osvaldo Piazza passe le plus clair de son temps en Argentine, n'ayant plus vraiment de rôle au sein du club stéphanois depuis le départ d'Élie Baup en mai 2006.

## Statistiques personnelles

### Statistiques toutes compétitions confondues
- Avec le CA Lanús
  - 113 matchs 1 but en Championnat d'Argentine

- Avec l'AS Saint-Étienne
  - 221 matchs 17 buts en Ligue 1 / 16 matchs 1 but en Coupe de France / 22 matchs 2 buts en Coupe d'Europe des clubs champions / 2 matchs 0 but en Coupe d'Europe des vainqueurs de coupe

- Avec Vélez Sarsfield
  - 104 matchs 0 but en Championnat d'Argentine

### Statistiques en championnat et par saison
| Année     | Équipe          | Championnat | Matchs | Buts |
| --------- | --------------- | ----------- | ------ | ---- |
| 1967-1972 | CA Lanús        | Division 1  | 113    | 1    |
| 1972-1973 | Saint-Étienne   | Ligue 1     | 37     | 4    |
| 1973-1974 | Saint-Étienne   | Ligue 1     | 32     | 4    |
| 1974-1975 | Saint-Étienne   | Ligue 1     | 36     | 2    |
| 1975-1976 | Saint-Étienne   | Ligue 1     | 35     | 4    |
| 1976-1977 | Saint-Étienne   | Ligue 1     | 36     | 1    |
| 1977-1978 | Saint-Étienne   | Ligue 1     | 32     | 1    |
| 1978-1979 | Saint-Étienne   | Ligue 1     | 36     | 0    |
| 1979-1982 | Vélez Sarsfield | Division 1  | 104    | 0    |
| 1982-1983 | AS Corbeil      | Ligue 2     | -      | -    |

Dernière mise à jour le 3 février 2011

## Palmarès

### De joueur
- Champion de France (3) : 1974, 1975, 1976
- Coupe de France (3) : 1974, 1975, 1977
- 244 matchs en L1 pour 16 buts
- Demi-finaliste de la Coupe des clubs champions européens : 1975
- Finaliste de la Coupe des clubs champions européens : 1976
- 22 matchs de Coupe des clubs champions européens et 2 matchs de Coupe des vainqueurs de Coupes pour 2 buts
- Sélection en Équipe d'Argentine de football : 15

### D'entraîneur
- Champion d'Argentine : 1995 (Apertura, Championnat d'Ouverture), 1996 (Clausera, Championnat de Clôture)
- Champion du Paraguay : 1993
- Champion du Pérou : 1998
- Supercopa Sudamericana : 1996

## Distinctions
- Meilleur joueur étranger de l'année de France Football : 1975
- Membre du Onze de l'Année de Onze Mondial : 1976 et 1977

## Vie privée
Osvaldo est marié à Norma Piazza, avec qui il a eu deux filles, nées à Saint-Étienne.